# Calgary Roughnecks

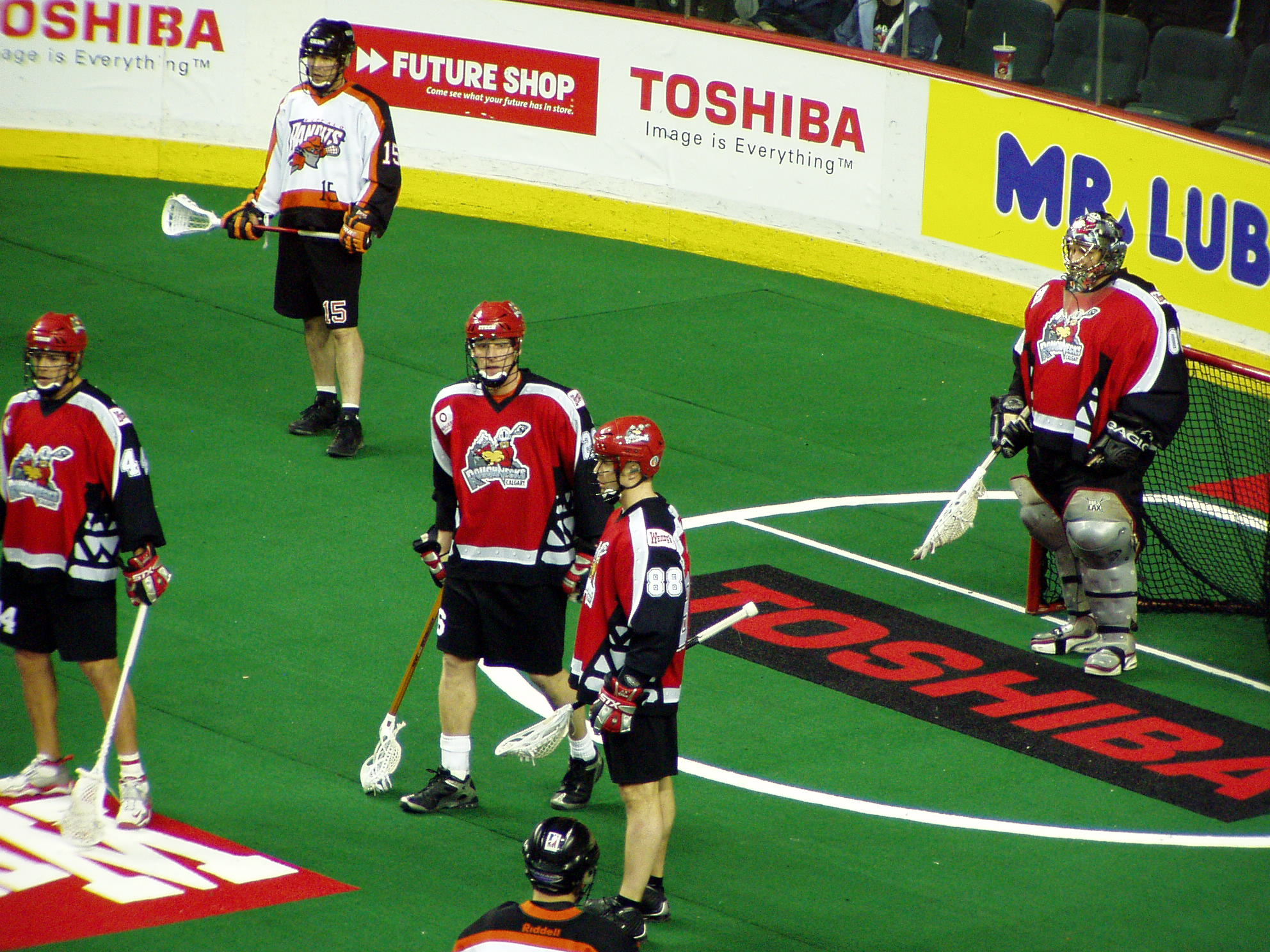
Zawodnicy Calgary Roughnecks (czerwone stroje)

Calgary Roughnecks – zawodowa drużyna lacrosse grająca w National Lacrosse League w dywizji zachodniej. Siedziba drużyny mieści się w Calgary w Kanadzie.

## Informacje
- Rok założenia: 2001
- Trener: Chris Hall
- Manager: Kurt Silcott
- Arena: Pengrowth Saddledome
- Barwy: czarno-czerwono-białe

## Osiągnięcia
- Champion’s Cup: 2004
- Mistrzostwo dywizji: 2004

## Skład
- Bramkarze:
  - Andrew Leyshon
  - Ryan Avery

- Obrońcy
  - Devan Wray
  - Ryan McNish
  - Jeff Moleski
  - Andy Ogilvie
  - Nolan Heavenor
  - Andrew McBride
  - Taylor Wray
  - Jesse Phillips

- Napastnicy:
  - Kaleb Toth
  - Craig Gelsvik
  - Jamie Rooney
  - Tracey Kelusky
  - Kyle Goundrey
  - Shawn Cable
  - Lewis Ratcliff
  - Jeff Shattler
  - Kerry Susheski